# بطرس الخامس
بطرس الخامس بطريرك الإسكندرية للروم الأرثوذكس ما بين القرنين السابع والثامن. وقع محضر المجمع المسكوني السادس (680-681) باسم أسقف الإسكندرية.